# Cimarrones de Sonora
Der Cimarrones de Sonora Fútbol Club ist ein mexikanischer Fußballverein aus Hermosillo, der Hauptstadt des mexikanischen Bundesstaates Sonora.
Seine Heimspiele in der Liga de Expansión MX (2. Liga Mexiko) trägt der Verein im Estadio Héroe de Nacozari aus.

## Geschichte
Der Verein wurde am 13. Juli 2013 gegründet und spielte zunächst für zwei Spielzeiten in der drittklassigen Segunda División. Im Sommer 2015 erwarben die Verantwortlichen des Vereins die Lizenz zur Teilnahme an der zweiten mexikanischen Liga, um die Stadt Hermosillo nach dem Rückzug des Guerreros FC zum Ende des Jahres 2010 im Rahmen der Erweiterung der Liga von 14 Mannschaften in der Saison 2014/15 auf 16 Teilnehmer in der Saison 2015/16 in der Ascenso MX zu vertreten.

## Bekannte Spieler und Trainer
- Johan Vásquez
- Néstor Vidrio
- Darwin Torres
- Jesús Padilla
- Edson Torres
- Antonio Salazar Castillo
- Darío Carreño